# Zvláštní tribunál pro Libanon
Zvláštní tribunál pro Libanon (angl. Special Tribunal for Lebanon, STL) je zvláštní ad hoc mezinárodní trestní soud, který byl ustanoven na základě dohody mezi vládou Libanonu a OSN rezolucí Rady bezpečnosti č. 1757 (2007) pro vyšetření a potrestání pachatelů vraždy bývalého libanonského premiéra Rafíka Harírího a dalších 22 osob, která byla spáchána 14. února 2005. Svou činnost zahájil v roce 2009 a sídlí v nizozemském Leidschendamu na okraji Haagu.
Tribunál se skládá z jedenácti soudců, čtyř libanonských a sedmi delegovaných mezinárodním společenstvím, dále z úřadu žalobce, úřadu obhajoby a tajemníka. Od doby norimberského procesu jde o první mezinárodní soud, kde je možné vést řízení v nepřítomnosti obžalovaných (in absentia). Českou republiku zde zastupuje JUDr. Ivana Hrdličková, Ph.D., jinak soudkyně pardubické pobočky Krajského soudu v Hradci Králové, která byla 19. února 2015 zvolena předsedkyní celého tribunálu.
Obžalováni jsou:
- Jamil Ayyash
- Mustafa Amine Badreddine
- Hussein Hassan Oneissi
- Assad Hassan Sabra
- Hassan Habib Merhi